# Сан Бенедето По
Сан Бенедето По (итал. San Benedetto Po) је насеље у Италији у округу Мантова, региону Ломбардија.
Према процени из 2011. у насељу је живело 5312 становника. Насеље се налази на надморској висини од 16 м.

## Становништво
Према резултатима пописа становништва 2011. у општини је живело 7.724 становника.
| 1931.  | 1936.  | 1951.  | 1961.  | 1971. | 1981. | 1991. | 2001. | 2011. |
| ------ | ------ | ------ | ------ | ----- | ----- | ----- | ----- | ----- |
| 13.578 | 13.573 | 13.127 | 10.651 | 8.788 | 8.148 | 7.696 | 7.502 | 7.724 |